# Isone
Isone är en ort och kommun i distriktet Bellinzona i kantonen Ticino, Schweiz. Kommunen har 394 invånare (2023).